# Saphal Ram Shrestha
Saphal Ram Shrestha (* 5. Juli 1998) ist ein nepalesischer Skirennläufer. Er startet hauptsächlich in den technischen Disziplinen Riesenslalom und Slalom.

## Karriere
Shrestha gab sein internationales Renndebüt bei einem FIS-Riesenslalom in Yongpyong am 3. März 2015. Knapp ein Jahr später bestritt er sein erstes internationales Großereignis. Bei den Olympischen Jugend-Winterspielen in Lillehammer schied er jedoch sowohl im Riesenslalom als auch im Slalom aus. Bei den Winter-Asienspielen im darauffolgenden Jahr gelang ihm keine Steigerung.
Seine ersten Weltmeisterschaften bestritt Shrestha 2019. Bei den Wettkämpfen in Åre belegte er im Riesenslalom den 117. Platz und ließ damit vier weitere Läufer hinter sich. Seine bisher beste Platzierung bei Weltmeisterschaften gelang im zwei Jahre später in Cortina d’Ampezzo, als er im Slalom den 49. Rang belegte.

## Privates
Shresthas Vater ist der ehemalige nepalesische Kulturminister und Präsident des nepalesischen Wintersportverbands, Jeevan Ram Shrestha.

## Erfolge

### Weltmeisterschaften
- Åre 2019: 117. Riesenslalom, DNF Slalom
- Cortina d’Ampezzo 2021: 49. Slalom, DNF Riesenslalom
- Saalbach 2025: DNQ Riesenslalom, DNQ Slalom

### Juniorenweltmeisterschaften
- Davos 2018: DNF Slalom, DNS Riesenslalom
- Val di Fassa 2019: DNF Riesenslalom, DNF Slalom

### Olympische Jugend-Winterspiele
- Lillehammer 2016: DNF Riesenslalom, DNF Slalom

### Winter-Asienspiele
- Sapporo 2017: DNF Riesenslalom, DNF Slalom
- Harbin 2025: 29. Slalom

### Weitere Erfolge
- 2 Platzierungen unter den besten 20 bei FIS-Rennen